# George FitzRoy (4e duc de Grafton)

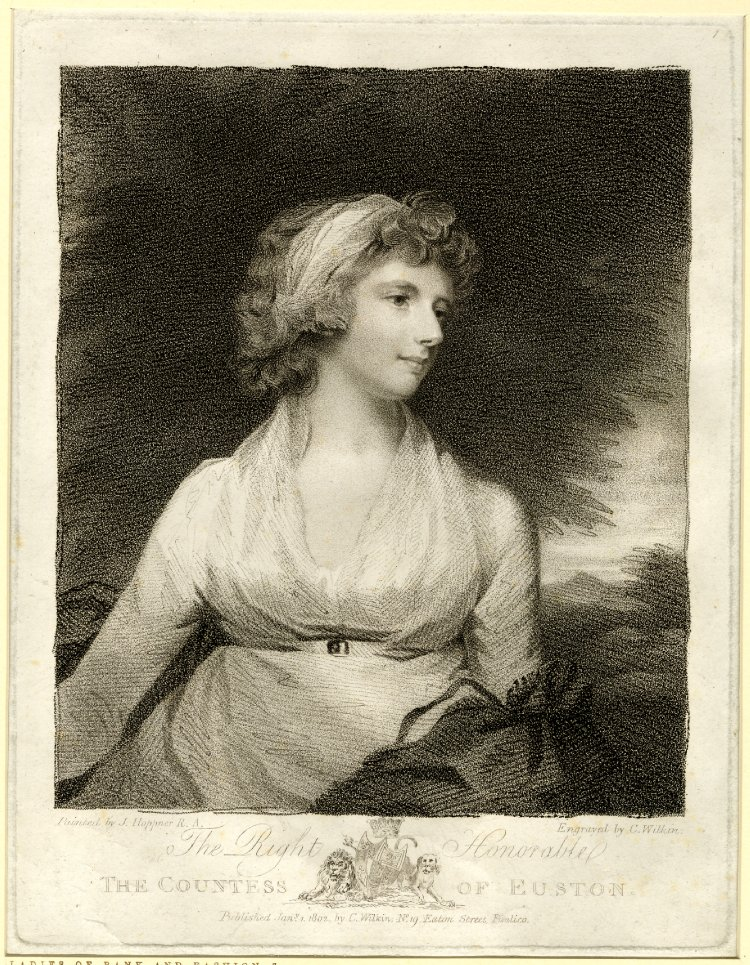
Charlotte Maria Waldegrave (c. 1800) par Charles Wilkin.

George Henry FitzRoy, 4e duc de Grafton, (14 janvier 1760 – 28 septembre 1844) titré comte d'Euston jusqu'à 1811, est un pair Britannique et une personnalité politique Whig qui siège à la Chambre des communes de 1782 à 1811, puis à la Chambre des Lords.

## Famille
Il est le fils d'Augustus FitzRoy (3e duc de Grafton) et son épouse Anne Liddell. Il fait ses études à Harrow School et au Trinity College, Cambridge, où il devient un ami proche de William Pitt le Jeune. Il épouse Lady Charlotte Maria Waldegrave (en) (1761-1808), fille de James Waldegrave (2e comte Waldegrave), le 16 novembre 1784 à Navestock, Essex.

## Carrière politique
De 1782 à 1784, il est député de Thetford, et en 1784, lui et Pitt sont élus députés de l'Université de Cambridge. Il occupe ce siège jusqu'à ce qu'il succède à son père comme duc en 1811. Il est nommé sous lieutenant de Northamptonshire, le 9 mai 1803.

## Descendance
Grafton et son épouse, Charlotte ont onze enfants:
- Maria (Marie), Anne (1785-1855), épouse de William Oglander (6e baronnet).
- Georgiana (1787-1855), célibataire
- Elizabeth Anne (1788-1867), épouse son cousin John Henry Smyth.
- Henry FitzRoy (5e duc de Grafton) (1790-1863)
- Charles FitzRoy (1791-1865), marié à Anne Cavendish, fille de George Cavendish (1er comte de Burlington).
- Isabelle Frances (1792-1875), épouse Henry Joseph, Saint John (mort en 1857)
- William FitzRoy (1794-1804)
- Hugh FitzRoy (1795-1797)
- Richard FitzRoy (1798-1798)
- Richard FitzRoy (1800-1801)
- James FitzRoy (1804-1834)

Grafton est décédé le 28 septembre 1844, et est remplacé par son fils Henry.